# 迪納摩體育場 (明斯克)
迪納摩體育場（白俄羅斯語發音：[stadɨˈjɔn dɨˈnama]）是一座位於白俄羅斯明斯克的綜合性體育場。它主要用於足球賽事，為明斯克迪納摩、明斯克FC和白俄羅斯國家足球隊的主場。體育場的正式容納人數40000人，不過上支架的部分座位因為安全因素在1990年代中期被廢棄，所以裝修前可容納的人數為34000人。

## 歷史
迪納摩體育場於1934年落成啟用，1939年擴建。它在第二次世界大戰期間被摧毀，並於1947至1954年間重建。在1978年至1980年期間進一步整修，為了1980年夏季奧林匹克運動會做準備。2012年10月，體育場為了重大重建工程關閉，於2017年12月重新開放，是足球專門體育場，為2019年歐洲運動會做準備。

## 國際賽使用
本體育場為1980年夏季奧林匹克運動會足球比賽比賽場館之一。6場小組賽和一場八強賽於此舉行。
53°53′42.67″N 27°33′36.20″E / 53.8951861°N 27.5600556°E

## 外部連結
- Stadium profile at pressball.by （页面存档备份，存于）
- Stadium profile at FC Dinamo Minsk website
- Stadium profile at FC Minsk website